# Andrews Thazhath
Andrews Thazhath (Pudukad, 13 dicembre 1951) è un arcivescovo cattolico indiano, dal 22 gennaio 2007 arcieparca metropolita di Trichur.

## Biografia
Figlio di sette fratelli di Anthappai e Rosa, è stato battezzato il 19 dicembre 1951.

### Formazione e ministero sacerdotale
Dopo essere entrato nel seminario St. Joseph Pontifical di Alwaye il 14 giugno 1967, ha conseguito il baccalaureato in teologia ed è stato ordinato sacerdote il 14 marzo 1977 dall'arcieparca metropolita di Trichur Joseph Kundukulam. Successivamente ha continuato i suoi studi a Roma, presso il Pontificio istituto orientale, dove ha ottenuto la licenza ed il dottorato in diritto canonico.
È stato prefetto nel seminario minore, notaio e giudice del tribunale eparchiale, cancelliere eparchiale, sincello della sede metropolitana di Trichur e presidente dell'associazione di diritto canonico orientale dell'India.

### Ministero episcopale
Il 18 marzo 2004 papa Giovanni Paolo II lo ha nominato vescovo ausiliare di Trichur, assegnandogli la sede titolare di Aptuca.
Ha ricevuto l'ordinazione episcopale il 1º maggio successivo nella cattedrale dedicata alla Madonna di Lourdes di Thrissur dalle mani dell'allora arcieparca di Trichur Jacob Thoomkuzhy, co-consacranti l'eparca di Irinjalakuda James Pazhayattil e l'eparca di Palghat Jacob Manathodath.
Il 22 gennaio 2007 papa Benedetto XVI lo ha promosso arcieparca metropolita di Trichur, succedendo a mons. Jacob Thoomkuzhy, dimessosi per raggiunti limiti d'età. Ha preso possesso dell'arcidiocesi il 18 marzo successivo.
Il 26 luglio 2008 è stato nominato consultore del Pontificio consiglio per i testi legislativi.
È il fondatore della Legion of Apostolic Families (LOAF), pia associazione laicale di famiglie consacrate fondata nel 2009.
Il 28 marzo 2011 e il 3 ottobre 2019 ha compiuto la visita ad limina.
All'interno della Chiesa cattolica siro-malabarese in India è stato membro del sinodo permanente dal 2008, mentre dal 2013 è stato presidente della commissione del seminario pontificio di Aluva e presidente della commissione per gli affari pubblici. All'interno del consiglio regionale dei vescovi per lo Stato del Kerala è stato nominato presidente dal 2010 al 2013.
Dal 2014 al 2018 ha ricoperto il ruolo di vicepresidente della Conferenza dei vescovi cattolici dell'India.
Nel mese di ottobre 2015 ha partecipato alla XIV assemblea generale ordinaria del sinodo dei vescovi, dal tema: "La vocazione e la missione della famiglia nella Chiesa e nel mondo contemporaneo".
Dal 30 luglio 2022 al 7 dicembre 2023 amministratore apostolico sede plena di Ernakulam-Angamaly.
Il 10 novembre 2022 è stato eletto presidente della Conferenza dei vescovi cattolici dell'India.

## Genealogia episcopale e successione apostolica
La genealogia episcopale è:
- Cardinale Scipione Rebiba
- Cardinale Giulio Antonio Santori
- Cardinale Girolamo Bernerio, O.P.
- Arcivescovo Galeazzo Sanvitale
- Cardinale Ludovico Ludovisi
- Cardinale Luigi Caetani
- Cardinale Ulderico Carpegna
- Cardinale Paluzzo Paluzzi Altieri degli Albertoni
- Papa Benedetto XIII
- Papa Benedetto XIV
- Papa Clemente XIII
- Cardinale Marcantonio Colonna
- Cardinale Giacinto Sigismondo Gerdil, B.
- Cardinale Giulio Maria della Somaglia
- Cardinale Carlo Odescalchi, S.I.
- Cardinale Costantino Patrizi Naro
- Cardinale Lucido Maria Parocchi
- Papa Pio X
- Papa Benedetto XV
- Papa Pio XII
- Cardinale Eugène Tisserant
- Cardinale Joseph Parecattil
- Arcivescovo Jacob Thoomkuzhy
- Arcivescovo Andrews Thazhath

La successione apostolica è:
- Arcivescovo Raphael Thattil (2010)
- Vescovo Paul Alappatt (2010)
- Vescovo Tony Neelankavil (2017)

## Opere
- Andrews Thazhath, The Juridical Sources of the Syro-Malabar Church, Kottayam, 1987.
- Andrews Thazhath, The Law of Thomas. Oriental Institute of Religious Studies, 1987.
- Andrews Thazhath, The Quest for Identity: The Syro-Malabar Church and Its Rite, 1992.